# Omnia vincit amor
Omnia vincit amor (na obale v podobě : …omnia vincit amor) je název prvního alba skupiny Klíč. Nahráno bylo v dubnu a květnu 1993 ve studiu Largo. Vydalo ho nakladatelství Duna Records a v roce 1995 Venkow Records. Tvoří jej celkem 16 skladeb. Album získalo zlatou desku.[zdroj?] Píseň Omnia vincit amor byla v roce 1990 oceněna autorskou portou.

## Seznam skladeb
1. Nový den 2:39
2. Kamenná prosba 2:41
3. Prachsakra 2:21
4. Ztracená země 2:47
5. Třináctka 3:45
6. Kousek lásky 2:08
7. Štěstí z pekla 3:28
8. Pijácká litanie 2:25
9. Pohár a kalich 3:17
10. Taneček 1:33
11. Kolotoč 2:32
12. Máma 1:58
13. Příběhy 3:10
14. Víno 2:56
15. Tržiště 3:00
16. Omnia vincit amor 2:50